# Sanguirana everetti
Espèce
Synonymes
- Rana everetti Boulenger, 1882
- Hylarana everetti (Boulenger, 1882)
- Rana mearnsi Stejneger, 1905
- Rana dubita Taylor, 1920

Statut de conservation UICN

 DD  : Données insuffisantes
Sanguirana everetti est une espèce d'amphibiens de la famille des Ranidae.

## Répartition
Cette espèce est endémique des Philippines. Elle se rencontre sur les îles de Negros, de Masbate, de Panay, de Mindanao et de Bohol. Sa présence est incertaine sur l'île de Basilan.

## Étymologie
Cette espèce est nommée en l'honneur de Alfred Hart Everett qui a collecté le premier spécimen.

## Publication originale
- Boulenger, 1882 : Catalogue of the Batrachia Salientia s. Ecaudata in the collection of the British Museum, ed. 2, p. 1-503 (texte intégral).